# 정희량
정희량(鄭希良, 1469년 ~ ?)은 조선 전기의 문신이다. 본관은 해주, 자는 순부(淳夫), 호는 허암(虛庵)이다. 김종직의 문인이다. 임진왜란 때의 의병장 정문부는 그의 종증손이 된다.

## 삶
1469년에 태어났으며 생일은 미상이다. 할아버지는 호조참의 정침이고, 아버지는 철원부사 정연경이며 어머니는 청주 경씨로 경간의 딸이다. 좌찬성 대제학을 지낸 정도공 정역의 4대손이다. 문종의 딸 경혜공주의 남편 영양위 정종(鄭悰)은 그의 종증조부 정충경의 아들이었다.
점필재 김종직의 문하에서 수학하였다.
1492년(조선 성종 23) 생원시에 장원으로 합격했으나, 성종이 죽은 뒤 태학생(太學生)·재지유생(在地儒生)과 더불어 올린 소가 문제되어 해주에 유배되었다.
1495년(조선 연산군 1) 증광시(增廣試) 병과(丙科) 8위로 급제하고, 이듬해 예문관검열이 되고, 승문원의 권지부정자에 임용되었다.
이듬해 김전·신용개·김일손 등과 함께 사가독서에 뽑힐 정도로 문명이 있었다.
1498년 선무랑·행예문관봉교로서 《성종실록》 편찬에 참여하였다.
무오사화 때는 사초 문제(史草問題)로 윤필상 등에 의해 신용개·김전 등과 함께 탄핵을 받았는데, ‘난언(亂言)을 알고도 고하지 않았다’는 죄목으로 장(杖) 100, 유(流) 3, 000리의 처벌을 받고 평안북도 의주에 유배되었다가, 1500년 5월 경상도 김해로 이배되었다.
1501년 9월 유배에서 풀려나 직첩을 돌려 받았으나 대간 및 홍문관직에는 나갈 수 없게 되었다. 그 해 어머니가 죽자 고양에서 시묘(侍墓) 살이를 하다가, 산책을 나간 뒤 다시 돌아오지 않았다. 일설에는 강가에 짚신이 놓여 있었다는 전설도 있다. 전통 음식이자 궁중 음식 신선로는 정희량이 유배지에서 풀려나 은둔 생활을 할 때 만든 그릇에서 그 명칭이 유래되었다고 한다.
이후 그의 모친 경씨 묘소 아래에 의관장을 했다가, 후일 경기도 고양에 단을 쌓고 동생 희검(希儉)이 그의 제사를 모셨다 한다. 동생 희검의 증손자가 임진왜란 때의 의병장 정문부이다.

## 가족
- 증조부 : 동지중추부사 정충석(鄭忠碩)
  - 조부 : 호조참의 정침(鄭忱, 1424년 ~ 1485년)
    - 아버지 : 철원부사 정연경(鄭延慶)

  - 외조부: 경간(慶侃)
    - 어머니 : 청주 경씨

## 저서
- 《허암집》